# Эпидемия кишечной палочки в Европе (2011)

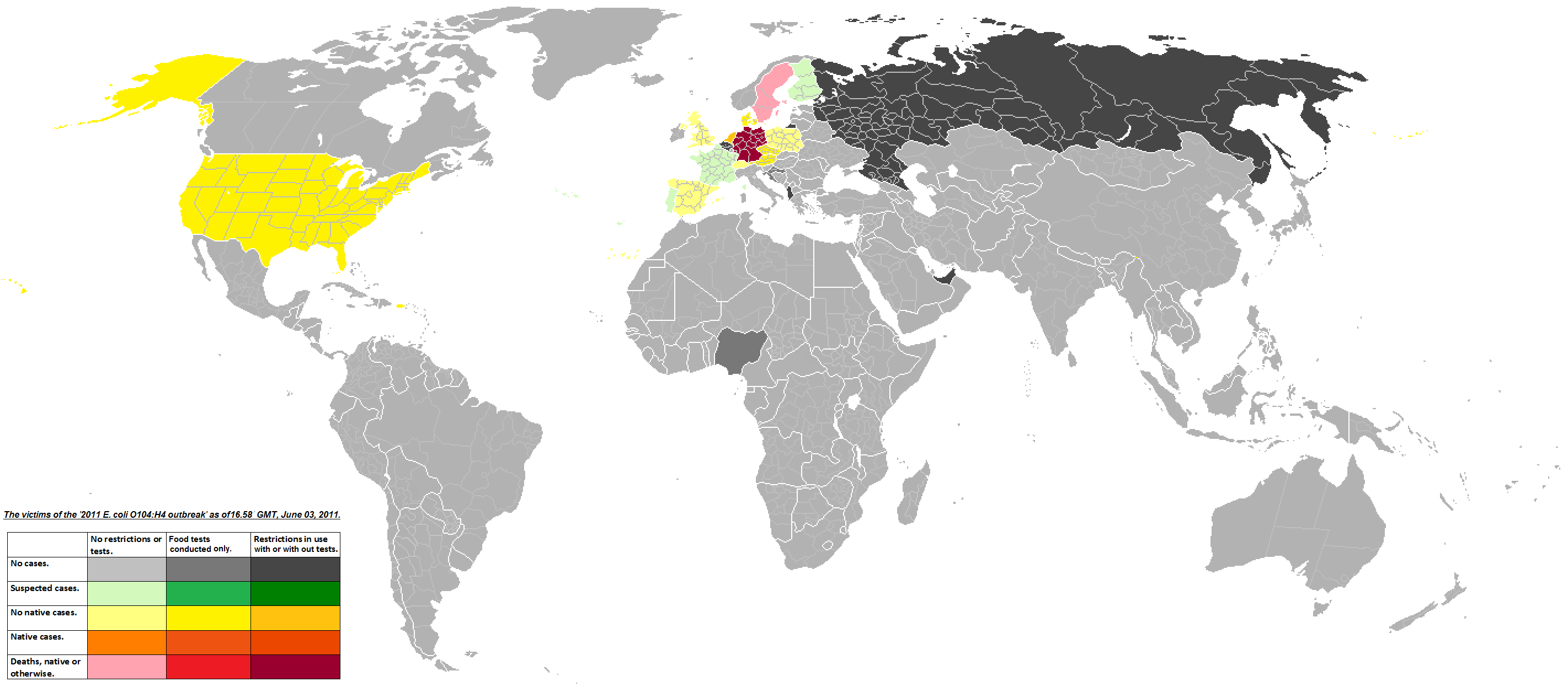
Карта заболеваний, вызванных штаммом Escherichia coli O104:H4 (на 3 июня 2011)
Серый цвет: не обнаружено
Зелёный: подозрительные случаи
Жёлтый: угроза заражения
Оранжевый: есть заболевшие
Красные тона: есть смертельные случаи

Эпидемия заболевания, вызванная патогенным штаммом кишечной палочки — эпидемия в Европе (май-июнь 2011 года), вызванная  штаммом e.coli O104:H4. Штамм O104:H4 привёл к многочисленным случаям гемолитико-уремического синдрома в Германии и других странах Европейского союза. С 30 мая 2011 года Россия ввела полный запрет на ввоз овощей из Испании и Германии. 8 июня поступила информация, что Главный санитарный врач РФ Геннадий Онищенко приостановил ввоз на территорию РФ и оборот ягод, произведенных в странах ЕС после 15 апреля 2011 г.. Под запрет попали земляника и клубника, клюква, черника, брусника и некоторые другие ягоды. Кишечная эпидемия вызвала «овощной психоз» в Европе. Из-за эпидемии потребление свежих овощей в Германии резко снизилось. 22 июня эмбарго на ввоз в Россию овощей из Европы было снято.
Число жертв энтерогеморрагической бактерии на 24 июня 2011 года составило 43 человек и около 4 тысяч зараженных

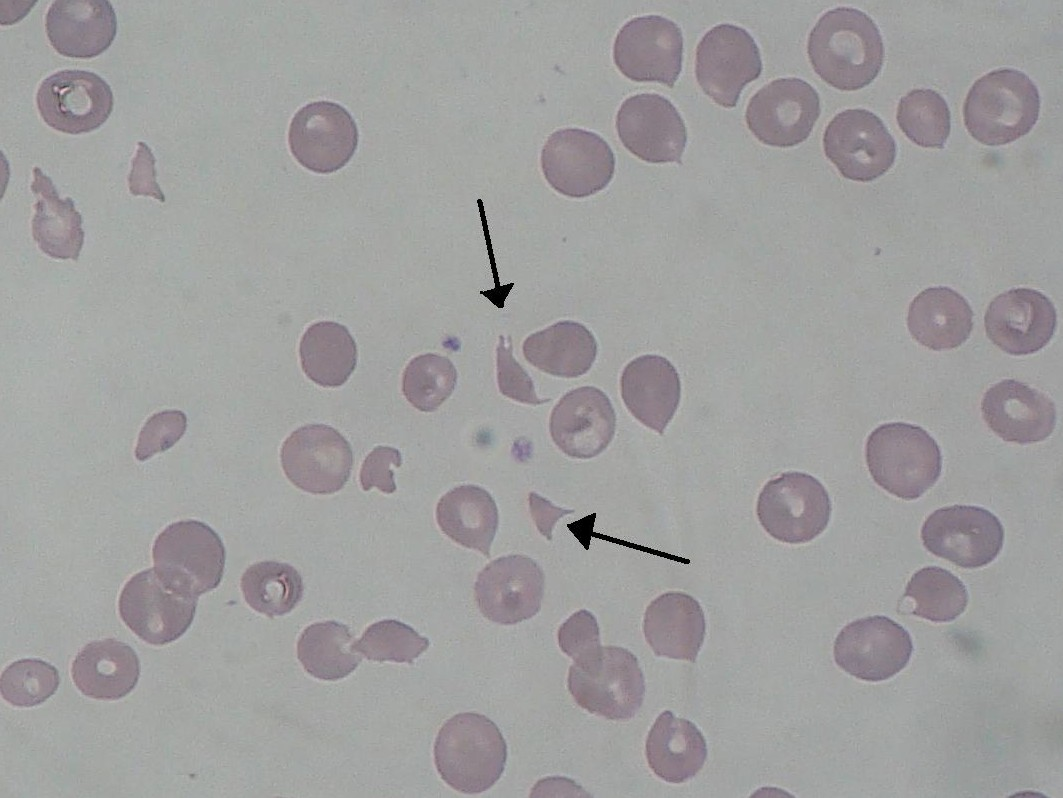
Шизоциты, при гемолитико-уремическом синдроме

Предполагаемый возбудитель — редко встречаемый, энтерогеморрагический штамм кишечной палочки Escherichia coli O104:H4.
Пострадавшие
| Страна         | Количество заболевших | Количество умерших    |
| -------------- | --------------------- | --------------------- |
| Великобритания | 11                    | нет летальных исходов |
| Германия       | 520                   | 42                    |
| США            | 4                     | нет летальных исходов |
| Финляндия      | 1                     | нет летальных исходов |
| Словакия       | 1                     | нет летальных исходов |
| Швеция         | нет данных            | 1                     |
| Франция        | 2                     | нет летальных исходов |
| Таиланд        | нет данных            | 1                     |